# Gheorghe Bucur
Gheorghe Bucur (Bucarest, 8 aprile 1980) è un ex calciatore rumeno, di ruolo attaccante.

## Palmarès

### Club
- Divizia B: 2

Sportul Studențesc: 2000-2001, 2003-2004
- Pervyj divizion: 1

Kuban': 2010

### Individuale
- Capocannoniere del campionato rumeno: 2

2004-2005 (21 gol), 2008-2009 (16 gol)